# Zeveguiin Oidov
Zeveguiin Oidov (Jarjorin, Mongolia, 25 de mayo de 1949) es un deportista mongol retirado especialista en lucha libre olímpica donde llegó a ser subcampeón olímpico en Montreal 1976.

## Carrera deportiva
En los Juegos Olímpicos de 1976 celebrados en Montreal ganó la medalla de plata en lucha libre olímpica de pesos de hasta 62 kg, tras el luchador surcoreano Yang Jung-Mo (oro) y por delante del estadounidense Eugene Davis (bronce).